# سیاهرگ سطحی اپی‌گاستر
سیاهرگ سطحی اپی‌گاستر (به انگلیسی: Superficial epigastric vein)، سیاهرگی است که با شریان اپی گاستر سطحی حرکت می‌کند و به سیاهرگ صافن جانبی نزدیک حفره اولیس می‌پیوندد.

## نگارخانه

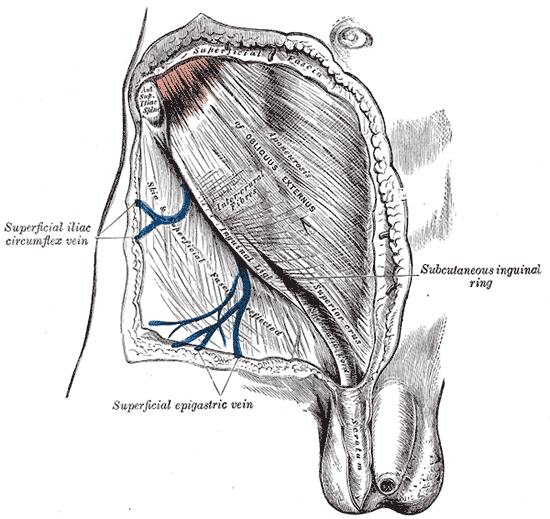
The subcutaneous inguinal ring.
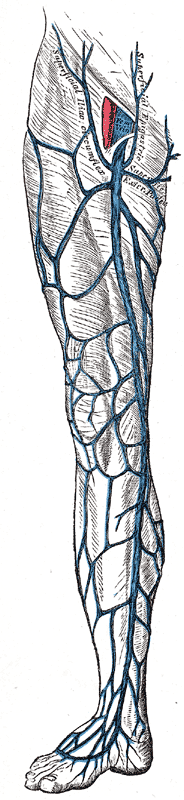
The great saphenous vein and its tributaries.
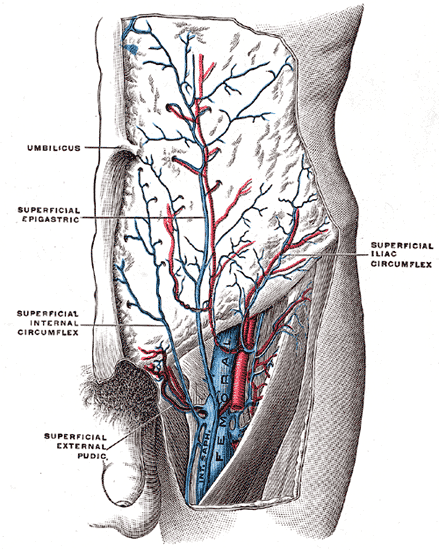
The femoral vein and its tributaries.
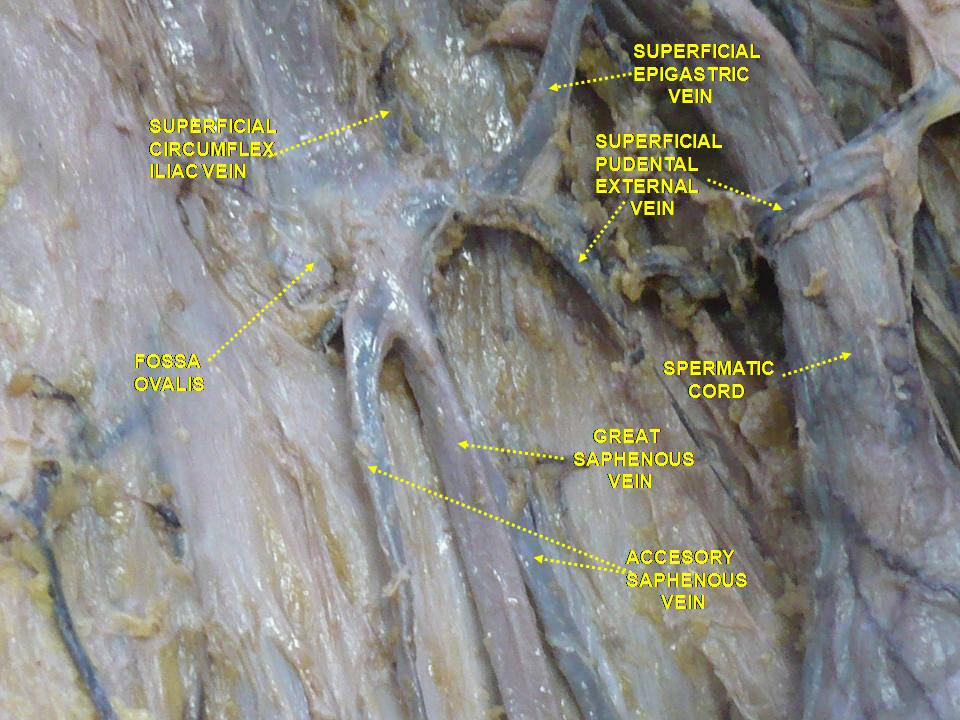
Superficial veins oflower limbSuperficial dissection.Anterior view.